# Ardisia laciniata
Ardisia laciniata är en viveväxtart som beskrevs av Carl Christian Mez. Ardisia laciniata ingår i släktet Ardisia och familjen viveväxter. Inga underarter finns listade i Catalogue of Life.